# Kargo
«Kargo» (с тур. — «Груз», Ка́рго) — турецкая рок-группа из Стамбула, основанная в 1993 году.

## История
Группа была сформирована в начале 90-х гитаристом Селимом Озтюрком и бас-гитаристом Мехметом Шинол Шишли. Так как в то время рок-музыка была не очень востребована в Турции, они дали группе название «груз». После успеха дебютного альбома «Sil Baştan» в 1993 году, Селим с Мехметом стали искать новых участников в группу. Первым присоединился к группе Серкан Челикоз. Серкан — брат друга Мехмета по университету, и умел играть на множестве инструментов. Позже к группе присоединился ударник Бурак Каратас. Будущий вокалист — Корай Джандемир, поразил участников группы в местном баре, после чего ему была предложена должность вокалиста в группе. В этом составе группа приступила к написанию нового альбома «Yarına Ne Kaldı», который был выпущен в 1996 году. Песня «Yüzleşme» стала популярна в Турции, хотя была написана в рок-стиле. А через год был выпущен третий альбом группы — «Sevmek Zor».
В 1998 году возникли проблемы с организацией тура, которые вылились в альбом «Yalnızlık Mevsimi».
В 2000 году «Kargo» выпустили альбом «Sen Bir Meleksin», который был значительно мягче, чем предыдущий альбом. В 2001 году участники группы решили взять перерыв и заняться сольными проектами.
В 2003 группа решила вновь соединиться и выпустить совместный альбом, но Мехмет отказался работать вместе вновь. В 2004 году был выпущен альбом «Ateş ve Su».
В 2005 году «Kargo» выпустили альбом «Yıldızların Altında», заглавная песня с которого стала популярна в Турции. «Kargo» поехали в турне, дав более 100 концертов за год и став 2-й рок-группой Турции.

## Дискография
- «Sil Baştan» (Начать заново) (1993)
- «Yarına Ne Kaldı» (Что же останется на завтра) (1996)
- «Sevmek Zor» (Любить тяжело) (1997)
- «Yalnızlık Mevsimi» (Сезон одиночества) (1998)
- «Sen Bir Meleksin» (Ты — ангел) (2000)
- «Herkesin Geçtiği Yoldan Geçme» (Не иди по тропинке вместе с остальными) (2000)
- «Best of Kargo» (2001)
- «Ateş ve Su» (Огонь и вода) (2004)
- «Yıldızların Altında» (Под звёздами) (2005)
- «Gelecekle Randevum Var» (2013)
- «Değiştir Dünyayı» (2016)